# 韋柳港
韋柳港或波多韋柳（直译：「旧港」，葡萄牙語發音：[ˈpoʁtu ˈvɛʎu]）是巴西城市，位於該國西部马代拉河東岸，也是朗多尼亞州的首府，始建於1914年10月2日，面積34平方公里，海拔高度85米，受赤道氣候影響，每年平均降雨量2,353.7毫米，2011年人口435,732。

## 外部連結
- （葡萄牙文） Prefeitura Municipal de Porto Velho (official page of Porto Velho) （页面存档备份，存于）
- （葡萄牙文） Unofficial page of Porto Velho history
- （葡萄牙文） Twitter （页面存档备份，存于）
- （葡萄牙文） Facebook （页面存档备份，存于）